# Japan Open Tennis Championships
Japan Open Tennis Championships, dawniej AIG Japan Open Tennis Championships – męski turniej tenisowy kategorii ATP Tour 500 zaliczany do cyklu ATP Tour. Rozgrywany na kortach twardych w Tokio od 1972 roku. W 2018 roku turniej przeniesiono na korty twarde w hali z powodu renowacji Ariake Coliseum w związku ze zbliżającymi się Letnimi Igrzyskami Olimpijskimi 2020.
W przeszłości rywalizowały również kobiety, do 2008 roku. Od 2009 roku w Tokio odbywał się już jeden turniej kobiecy w sezonie WTA Tour, Pan Pacific Open.

## Mecze finałowe

### gra pojedyncza mężczyzn
| Rok       | Zwycięzca                                    | Finalista                                    | Wynik                                        |
| 2024      | Arthur Fils                                  | Ugo Humbert                                  | 5:7, 7:6(6), 6:3                             |
| 2023      | Ben Shelton                                  | Asłan Karacew                                | 7:5, 6:1                                     |
| 2022      | Taylor Fritz                                 | Frances Tiafoe                               | 7:6(3), 7:6(2)                               |
| 2020–2021 | Turniej anulowano z powodu pandemii COVID-19 | Turniej anulowano z powodu pandemii COVID-19 | Turniej anulowano z powodu pandemii COVID-19 |
| 2019      | Novak Đoković                                | John Millman                                 | 6:3, 6:2                                     |
| 2018      | Daniił Miedwiediew                           | Kei Nishikori                                | 6:2, 6:4                                     |
| 2017      | David Goffin                                 | Adrian Mannarino                             | 6:3, 7:5                                     |
| 2016      | Nick Kyrgios                                 | David Goffin                                 | 4:6, 6:3, 7:5                                |
| 2015      | Stan Wawrinka                                | Benoît Paire                                 | 6:2, 6:4                                     |
| 2014      | Kei Nishikori                                | Milos Raonic                                 | 7:6(5), 4:6, 6:4                             |
| 2013      | Juan Martín del Potro                        | Milos Raonic                                 | 7:6(5), 7:5                                  |
| 2012      | Kei Nishikori                                | Milos Raonic                                 | 7:6(5), 3:6, 6:0                             |
| 2011      | Andy Murray                                  | Rafael Nadal                                 | 3:6, 6:2, 6:0                                |
| 2010      | Rafael Nadal                                 | Gaël Monfils                                 | 6:1, 7:5                                     |
| 2009      | Jo-Wilfried Tsonga                           | Michaił Jużny                                | 6:3, 6:3                                     |
| 2008      | Tomáš Berdych                                | Juan Martín del Potro                        | 6:1, 6:4                                     |
| 2007      | David Ferrer                                 | Richard Gasquet                              | 6:1, 6:2                                     |
| 2006      | Roger Federer                                | Tim Henman                                   | 6:3, 6:3                                     |
| 2005      | Wesley Moodie                                | Mario Ančić                                  | 1:6, 7:6(7), 6:4                             |
| 2004      | Jiří Novák                                   | Taylor Dent                                  | 5:7, 6:1, 6:3                                |
| 2003      | Rainer Schüttler                             | Sébastien Grosjean                           | 7:6(5), 6:2                                  |
| 2002      | Kenneth Carlsen                              | Magnus Norman                                | 7:6(6), 6:3                                  |
| 2001      | Lleyton Hewitt                               | Michel Kratochvil                            | 6:4, 6:2                                     |
| 2000      | Sjeng Schalken                               | Nicolás Lapentti                             | 6:4, 3:6, 6:1                                |
| 1999      | Nicolas Kiefer                               | Wayne Ferreira                               | 7:6(5), 7:5                                  |
| 1998      | Andrei Pavel                                 | Byron Black                                  | 6:3, 6:4                                     |
| 1997      | Richard Krajicek                             | Lionel Roux                                  | 6:2, 3:6, 6:1                                |
| 1996      | Pete Sampras                                 | Richey Reneberg                              | 6:4, 7:5                                     |
| 1995      | Jim Courier                                  | Andre Agassi                                 | 6:4, 6:3                                     |
| 1994      | Pete Sampras                                 | Michael Chang                                | 6:4, 6:2                                     |
| 1993      | Pete Sampras                                 | Brad Gilbert                                 | 6:2, 6:2, 6:2                                |
| 1992      | Jim Courier                                  | Richard Krajicek                             | 6:4, 6:4, 7:6(3)                             |
| 1991      | Stefan Edberg                                | Ivan Lendl                                   | 6:1, 7:5, 6:0                                |
| 1990      | Stefan Edberg                                | Aaron Krickstein                             | 6:4, 7:5                                     |
| 1989      | Stefan Edberg                                | Ivan Lendl                                   | 6:3, 2:6, 6:4                                |
| 1988      | John McEnroe                                 | Stefan Edberg                                | 6:2, 6:2                                     |
| 1987      | Stefan Edberg                                | David Pate                                   | 7:6, 6:4                                     |
| 1986      | Ramesh Krishnan                              | Johan Carlsson                               | 6:3, 6:1                                     |
| 1985      | Scott Davis                                  | Jimmy Arias                                  | 6:1, 7:6                                     |
| 1984      | David Pate                                   | Terry Moor                                   | 6:3, 7:5                                     |
| 1983      | Eliot Teltscher                              | Andrés Gómez                                 | 7:5, 3:6, 6:1                                |
| 1982      | Jimmy Arias                                  | Dominique Bedel                              | 6:2, 2:6, 6:4                                |
| 1981      | Balázs Taróczy                               | Eliot Teltscher                              | 6:3, 1:6, 7:6                                |
| 1980      | Ivan Lendl                                   | Eliot Teltscher                              | 3:6, 6:4, 6:0                                |
| 1979      | Terry Moor                                   | Pat Dupre                                    | 3:6, 7:6, 6:2                                |
| 1978      | Turniej nie odbył się                        | Turniej nie odbył się                        | Turniej nie odbył się                        |
| 1977      | Manuel Orantes                               | Kim Warwick                                  | 6:2, 6:1                                     |
| 1976      | Rascoe Tanner                                | Corrado Barazzutti                           | 6:3, 6:2                                     |
| 1975      | Raúl Ramírez                                 | Manuel Orantes                               | 6:4, 7:5, 6:3                                |
| 1974      | Rod Laver                                    | Juan Gisbert Sr                              | 5:7, 6:2, 6:0                                |
| 1973      | Ken Rosewall                                 | John Newcombe                                | 6:1, 6:4                                     |
| 1972      | Toshiro Sakai                                | Jun Kuki                                     | 6:3, 6:3                                     |

### gra podwójna mężczyzn
| Rok       | Zwycięzcy                                    | Finaliści                                    | Wynik                                        |
| 2024      | Julian Cash Lloyd Glasspool                  | Ariel Behar Robert Galloway                  | 6:4, 4:6, 12–10                              |
| 2023      | Rinky Hijikata Max Purcell                   | Jamie Murray Michael Venus                   | 6:4, 6:1                                     |
| 2022      | Mackenzie McDonald Marcelo Melo              | Rafael Matos David Vega Hernández            | 6:4, 3:6, 10–4                               |
| 2020–2021 | Turniej anulowano z powodu pandemii COVID-19 | Turniej anulowano z powodu pandemii COVID-19 | Turniej anulowano z powodu pandemii COVID-19 |
| 2019      | Nicolas Mahut Édouard Roger-Vasselin         | Nikola Mektić Franko Škugor                  | 7:6(7), 6:4                                  |
| 2018      | Ben McLachlan Jan-Lennard Struff             | Raven Klaasen Michael Venus                  | 6:4, 7:5                                     |
| 2017      | Ben McLachlan Yasutaka Uchiyama              | Jamie Murray Bruno Soares                    | 6:4, 7:6(1)                                  |
| 2016      | Marcel Granollers Marcin Matkowski           | Raven Klaasen Rajeev Ram                     | 6:2, 7:6(4)                                  |
| 2015      | Raven Klaasen Marcelo Melo                   | Juan Sebastián Cabal Robert Farah            | 7:6(5), 3:6, 10–7                            |
| 2014      | Pierre-Hugues Herbert Michał Przysiężny      | Ivan Dodig Marcelo Melo                      | 6:3, 6:7(3), 10–5                            |
| 2013      | Rohan Bopanna Édouard Roger-Vasselin         | Jamie Murray John Peers                      | 7:6(5), 6:4                                  |
| 2012      | Alexander Peya Bruno Soares                  | Leander Paes Radek Štěpánek                  | 6:3, 7:6(5)                                  |
| 2011      | Andy Murray Jamie Murray                     | František Čermák Filip Polášek               | 6:1, 6:4                                     |
| 2010      | Eric Butorac Jean-Julien Rojer               | Andreas Seppi Dmitrij Tursunow               | 6:3, 6:2                                     |
| 2009      | Julian Knowle Jürgen Melzer                  | Ross Hutchins Jordan Kerr                    | 6:2, 5:7, 10–8                               |
| 2008      | Michaił Jużny Mischa Zverev                  | Lukáš Dlouhý Leander Paes                    | 6:3, 6:4                                     |
| 2007      | Jordan Kerr Robert Lindstedt                 | Frank Dancevic Stephen Huss                  | 6:4, 6:4                                     |
| 2006      | Ashley Fisher Tripp Phillips                 | Paul Goldstein Jim Thomas                    | 6:2, 7:5                                     |
| 2005      | Satoshi Iwabuchi Takao Suzuki                | Simon Aspelin Todd Perry                     | 5:4(3), 5:4(13)                              |
| 2004      | Jared Palmer Pavel Vízner                    | Jiří Novák Petr Pála                         | 5:1 krecz                                    |
| 2003      | Justin Gimelstob Nicolas Kiefer              | Scott Humphries Mark Merklein                | 6:7(6), 6:3, 7:6(4)                          |
| 2002      | Jeff Coetzee Chris Haggard                   | Jan-Michael Gambill Graydon Oliver           | 7:6(4), 6:4                                  |
| 2001      | Rick Leach David Macpherson                  | Paul Hanley Nathan Healey                    | 1:6, 7:6(6), 7:6(4)                          |
| 2000      | Mahesh Bhupathi Leander Paes                 | Michael Hill Jeff Tarango                    | 6:4, 6:7(1), 6:3                             |
| 1999      | Jeff Tarango Daniel Vacek                    | Wayne Black Brian MacPhie                    | 4:3 krecz                                    |
| 1998      | Sébastien Lareau Daniel Nestor               | Olivier Delaître Stefano Pescosolido         | 6:3, 6:4                                     |
| 1997      | Martin Damm Daniel Vacek                     | Justin Gimelstob Patrick Rafter              | 2:6, 6:2, 7:6                                |
| 1996      | Todd Woodbridge Mark Woodforde               | Mark Knowles Rick Leach                      | 6:2, 6:3                                     |
| 1995      | Mark Knowles Jonathan Stark                  | John Fitzgerald Anders Järryd                | 7:5, 6:4                                     |
| 1994      | Henrik Holm Anders Järryd                    | Sébastien Lareau Patrick McEnroe             | 7:5, 6:1                                     |
| 1993      | Ken Flach Rick Leach                         | Glenn Michibata David Pate                   | 2:6, 6:3, 6:4                                |
| 1992      | Kelly Jones Rick Leach                       | John Fitzgerald Anders Järryd                | 0:6, 7:5, 6:3                                |
| 1991      | Stefan Edberg Todd Woodbridge                | John Fitzgerald Anders Järryd                | 6:4, 5:7, 6:4                                |
| 1990      | Mark Kratzmann Wally Masur                   | Kent Kinnear Brad Pearce                     | 3:6, 6:3, 6:4                                |

### gra pojedyncza kobiet
| Rok        | Zwyciężczyni          | Finalistka             | Wynik                 |
| 2008       | Caroline Wozniacki    | Kaia Kanepi            | 6:2, 3:6, 6:1         |
| 2007       | Virginie Razzano      | Venus Williams         | 4:6, 7:6, 6:4         |
| 2006       | Marion Bartoli        | Aiko Nakamura          | 2:6, 6:2, 6:2         |
| 2005       | Nicole Vaidišová      | Tatiana Golovin        | 7:6(4), 3:2 krecz     |
| 2004       | Marija Szarapowa      | Mashona Washington     | 6:0, 6:1              |
| 2003       | Marija Szarapowa      | Anikó Kapros           | 2:6, 6:2, 7:6(5)      |
| 2002       | Jill Craybas          | Silvija Talaja         | 2:6, 6:4, 6:4         |
| 2001       | Monica Seles          | Tamarine Tanasugarn    | 6:3, 6:2              |
| 2000       | Julie Halard-Decugis  | Amy Frazier            | 5:7, 7:5, 6:4         |
| 1999       | Amy Frazier           | Ai Sugiyama            | 6:2, 6:2              |
| 1998       | Ai Sugiyama           | Corina Morariu         | 6:3, 6:3              |
| 1997       | Ai Sugiyama           | Amy Frazier            | 4:6, 6:4, 6:4         |
| 1996       | Kimiko Date-Krumm     | Amy Frazier            | 7:5, 6:4              |
| 1995       | Amy Frazier           | Kimiko Date-Krumm      | 7:6(5), 7:5           |
| 1994       | Kimiko Date-Krumm     | Amy Frazier            | 7:5, 6:0              |
| 1993       | Kimiko Date-Krumm     | Stephanie Rottier      | 6:1, 6:3              |
| 1992       | Kimiko Date-Krumm     | Sabine Appelmans       | 7:5, 3:6, 6:3         |
| 1991       | Lori McNeil           | Sabine Appelmans       | 2:6, 6:2, 6:1         |
| 1990       | Catarina Lindqvist    | Elizabeth Smylie       | 6:3, 6:2              |
| 1989       | Kumiko Okamoto        | Elizabeth Smylie       | 6:4, 6:2              |
| 1988       | Patty Fendick         | Stephanie Rehe         | 6:3, 7:5              |
| 1987       | Katerina Maleewa      | Barbara Gerken         | 6:2, 6:3              |
| 1986       | Helen Kelesi          | Bettina Fulco-Villella | 6:2, 6:2              |
| 1985       | Gabriela Sabatini     | Linda Gates            | 6:3, 6:4              |
| 1984       | Lilian Kelaidis       | Shawn Foltz            | 6:4, 6:2              |
| 1983       | Etsuko Inoue          | Shelley Solomon        | 6:2, 5:7, 6:1         |
| 1982       | Laura Gildemeister    | Pilar Vasquez          | 3:6, 6:4, 6:0         |
| 1981       | Marie Pinterova       | Pam Casale-Telford     | 2:6, 6:4, 6:1         |
| 1980       | Mariana Simionescu    | Nerida Gregory         | 6:4, 6:1              |
| 1979       | Betsy Nagelsen        | Naoko Satō             | 6:1, 3:6, 6:3         |
| 1977– 1978 | Turniej nie odbył się | Turniej nie odbył się  | Turniej nie odbył się |
| 1976       | Wendy Turnbull        | Michèle Gurdal         | 6:1, 6:1              |
| 1975       | Kazuko Sawamatsu      | Ann Kiyomura           | 6:2, 3:6, 6:1         |
| 1974       | Maria Bueno           | Katja Ebbinghaus       | 3:6, 6:4, 6:3         |
| 1973       | Evonne Goolagong      | Helga Masthoff         | 6:3, 6:4              |

### gra podwójna kobiet
| Rok        | Zwyciężczynie                        | Finalistki                                   | Wynik                         |
| 2008       | Jill Craybas Marina Erakovic         | Ayumi Morita Aiko Nakamura                   | 4:6, 7:5, 10–6                |
| 2007       | Sun Tiantian Yan Zi                  | Chuang Chia-jung Vania King                  | 1:6, 6:2, 10–6                |
| 2006       | Vania King Jelena Kostanić Tošić     | Chan Yung-jan Chuang Chia-jung               | 7:6(2), 5:7, 6:2              |
| 2005       | Gisela Dulko Marija Kirilenko        | Shinobu Asagoe María Vento-Kabchi            | 7:5, 4:6, 6:3                 |
| 2004       | Shinobu Asagoe Katarina Srebotnik    | Jennifer Hopkins Mashona Washington          | 6:1, 6:4                      |
| 2003       | Marija Szarapowa Tamarine Tanasugarn | Ansley Cargill Ashley Harkleroad             | 7:6(1), 6:0                   |
| 2002       | Shinobu Asagoe Nana Miyagi           | Swietłana Kuzniecowa Arantxa Sánchez Vicario | 6:4, 4:6, 6:4                 |
| 2001       | Liezel Huber Rachel McQuillan        | Janet Lee Wynne Prakusya                     | 6:1, 7:6(0)                   |
| 2000       | Julie Halard-Decugis Corina Morariu  | Tina Križan Katarina Srebotnik               | 6:1, 6:2                      |
| 1999       | Corina Morariu Kimberly Po           | Catherine Barclay-Reitz Kerry-Anne Guse      | 6:3, 6:2                      |
| 1998       | Naoko Kijimuta Nana Miyagi           | Amy Frazier Rika Hiraki                      | 6:2, 6:3                      |
| 1997       | Alexia Dechaume Rika Hiraki          | Corina Morariu Kerry-Anne Guse               | 6:4, 6:2                      |
| 1996       | Kimiko Date-Krumm Ai Sugiyama        | Kimberly Po Amy Frazier                      | 6:2, 6:3                      |
| 1995       | Miho Saeki Yuka Yoshida              | Kyōko Nagatsuka Ai Sugiyama                  | 6:7(5), 6:4, 7:6(5)           |
| 1994       | Mami Donoshiro Ai Sugiyama           | Yayuk Basuki Nana Miyagi                     | 6:4, 6:1                      |
| 1993       | Ei Iida Maya Kidowaki                | Li Fang Kyōko Nagatsuka                      | 6:2, 4:6, 6:4                 |
| 1992       | Amy Frazier Rika Hiraki              | Kimiko Date-Krumm Stephanie Rehe             | 5:7, 7:6(5), 6:0              |
| 1991       | Amy Frazier Maya Kidowaki            | Yone Kamio Akiko Kijimuta                    | 6:2, 6:4                      |
| 1990       | Kathy Jordan Elizabeth Smylie        | Michelle Jaggard-Lai Hu Na                   | 6:0, 3:6, 6:1                 |
| 1989       | Jill Hetherington Elizabeth Smylie   | Ann Henricksson Beth Herr                    | 6:1, 6:3                      |
| 1988       | Gigi Fernández Robin White           | Lea Antonoplis-Inoye Barbara Gerken          | 6:1, 6:4                      |
| 1987       | Kathy Jordan Betsy Nagelsen          | Sandy Collins Sharon Walsh                   | 6:3, 7:5                      |
| 1986       | Sandy Collins Sharon Walsh           | Susan Mascarin Betsy Nagelsen                | 6:1, 6:2                      |
| 1985       | Belinda Cordwell Julie Richardson    | Laura Gildemeister Beth Herr                 | 6:4, 6:4                      |
| 1984       | Betsy Nagelsen Candy Reynolds        | Emilse Raponi Longo Adriana Villagran-Reami  | 6:3, 6:2                      |
| 1983       | Chris O’Neil Pam Whytcross           | Helena Manset Micki Schillig                 | 6:3, 7:5                      |
| 1982       | Laura DuPont Barbara Jordan          | Brenda Remilton-Ward Naoko Satō              | 6:2, 6:7, 6:1                 |
| 1981       | Claudia Monteiro Pat Medrado         | Barbara Jordan Roberta McCallum              | 6:3, 3:6, 6:2                 |
| 1980       | Dana Gilbert Peanut Louie-Harper     | Lise Gregory Marie Pinterova                 | 6:3, 6:2                      |
| 1979       | Betsy Nagelsen Penny Johnson         | Yu Chen                                      | 3:6, 6:4, 7:6                 |
| 1977– 1978 | Turniej nie odbył się                | Turniej nie odbył się                        | Turniej nie odbył się         |
| 1976       | Turniej deblowy nie odbył się        | Turniej deblowy nie odbył się                | Turniej deblowy nie odbył się |
| 1975       | Ann Kiyomura Kazuko Sawamatsu        | Kayoko Fukuoka Kiyoko Nomura                 | 6:2, 6:3                      |
| 1974       | Ann Kiyomura Kazuko Sawamatsu        | Kimiyo Yagahara Janet Young-Langford         | 6:3, 6:2                      |
| 1973       | Turniej deblowy nie odbył się        | Turniej deblowy nie odbył się                | Turniej deblowy nie odbył się |